# Hartford City (Virginia Occidental)
Hartford City es un pueblo ubicado en el condado de Mason en el estado estadounidense de Virginia Occidental. En el Censo de 2010 tenía una población de 614 habitantes y una densidad poblacional de 191,49 personas por km².

## Geografía
Hartford City se encuentra ubicado en las coordenadas 38°59′42″N 81°59′17″O / 38.99500, -81.98806. Según la Oficina del Censo de los Estados Unidos, Hartford City tiene una superficie total de 3.21 km², de la cual 3.2 km² corresponden a tierra firme y (0.08%) 0 km² es agua.

## Demografía
Según el censo de 2010, había 614 personas residiendo en Hartford City. La densidad de población era de 191,49 hab./km². De los 614 habitantes, Hartford City estaba compuesto por el 96.58% blancos, el 0.16% eran afroamericanos, el 0.33% eran amerindios, el 0.33% eran asiáticos, el 0% eran isleños del Pacífico, el 0% eran de otras razas y el 2.61% pertenecían a dos o más razas. Del total de la población el 0.16% eran hispanos o latinos de cualquier raza.